# 沙恭達羅
《沙恭達羅》（अभिज्ञानशाकुन्तलम्，Abhijñānaśākuntalam）是迦梨陀娑作品，講述美麗善良少女沙恭達羅與國王豆扇陀的相愛及誤會分開的故事。1789年英国梵文学者威廉·琼斯将《沙恭达罗》译成英文。魯迅曾稱《沙恭達羅》為絕唱。1956年，季羨林通過梵文將《沙恭達羅》譯為中文。
《沙恭達羅》的故事取自印度史诗《摩诃婆罗多》，沙恭达罗在梵语中是孔雀女的意思，写少女沙恭达罗与国王豆扇陀的恋爱故事。沙恭达罗是苦行者憍尸迦与一位天女弥诺迦所生之女，她在仙人干婆管辖的净修林里长大。一日国王豆扇陀外出狩猎，恰巧走进净修林，和沙恭达罗相識相爱，雙方以闼婆（自由恋爱）方式结婚。
由于沙恭达罗在豆扇陀离开后魂不守舍，不小心得罪了尊者。尊者为了惩罚她对自己的不敬，便在她身上施加诅咒。豆扇陀回城后，因为尊者的诅咒而忘记了沙恭达罗，所以久久没有去迎接她回城。后来，干婆派人护送已怀孕的沙恭达罗去见国王，国王豆扇陀没有看见信物，诅咒依然无法解开，因而认不出沙恭达罗。沙恭达罗一气之下离开了。后来国王从渔夫手上重获信物，恢复记忆，日日思念沙恭达罗。幸得上天传召让他对付恶魔，豆扇陀才得以在天上重遇自己的妻儿，一家团聚。